# Mário Soares
Mário Alberto Nobre Lopes Soares GColTE • GCC • GColL • GColCa (Lisboa, Camões, 7 de dezembro de 1924 – Lisboa, São Domingos de Benfica, 7 de janeiro de 2017) foi um advogado e político português que ocupou os cargos de Primeiro-Ministro de Portugal de 1976 a 1978 e de 1983 a 1985 e de Presidente da República Portuguesa de 1986 até 1996.
Co-fundador do Partido Socialista, a 19 de abril de 1973, Mário Soares iniciou na juventude o seu percurso político, integrando grupos de oposição ao Estado Novo, primeiro como militante de base do Partido Comunista Português e membro de outras estruturas ligadas ao PCP, o MUNAF e o MUD, tendo sido cofundador do MUD Juvenil — e depois na oposição não comunista — Resistência Republicana e Socialista, que funda com dissidentes do PCP e através do qual entrará para o Diretório Democrato-Social. Pela sua atividade oposicionista foi detido 12 vezes pela PIDE — cumprindo cerca de três anos de cadeia (Aljube, Caxias e Penitenciária) — e, posteriormente, deportado para São Tomé. Permaneceu nessa ilha até o governo de Marcello Caetano lhe permitir o regresso a Portugal, sendo, posteriormente às eleições de 1969 — nas quais Soares foi cabeça-de-lista pela CEUD em Lisboa — forçado a abandonar o país, optando pelo exílio em França.
No processo de transição democrática subsequente ao 25 de Abril de 1974 Mário Soares afirmou-se como líder partidário no campo democrático, contra o Partido Comunista, batendo-se de forma intransigente pela realização de eleições. Foi ainda Ministro de alguns dos governos provisórios — destaca-se sobretudo o facto de ter sido Ministro dos Negócios Estrangeiros, logo no I Governo Provisório, associando-se ao processo de descolonização, qualidade em que dirigiu o processo de rápida independência e autodeterminação das províncias ultramarinas, processo esse que ficou para sempre como o ponto menos consensual do seu percurso político. A expedição deste processo de descolonização, entre 1974 e 1975, terá sido bastante controverso, com os repatriados, ou Retornados, forçados a deixarem as suas posses e a chegarem a Portugal sem qualquer auxílio, discriminados, sem emprego e com dificuldade na prestação de pensões de aposentação de ex-funcionários. Com o eventual reconhecimento de entidades estrangeiras, como a Cruz vermelha internacional, a ONU, embaixada dos EUA, etc., houve uma procura de auxílio a este povo. No entanto, apesar das condições desfavoráveis, houve uma consequente evolução na indústria e na comunicação em Portugal graças à vinda dos "ex-colonos".
Vencedor das primeiras eleições legislativas realizadas em democracia, Soares foi Primeiro-Ministro dos dois primeiros governos constitucionais, o I e II governos constitucionais, este último de coligação com o CDS. A sua governação foi marcada pela instabilidade democrática — nomeadamente, pela tensão entre o Governo e o Presidente da República — Conselho da Revolução — pela crise financeira e pela necessidade de fazer face à paralisação da economia ocorrida após o 25 de Abril, que levou o Governo a negociar um grande empréstimo com os EUA. Ao mesmo tempo, foi um período em que o Governo, e Soares em particular, se empenhou em desenvolver contactos com outros líderes europeus, tendentes à adesão de Portugal às Comunidades Europeias.
Líder da oposição entre 1979 e 1983, no ano de 1982, Mário Soares conduziu o PS ao acordo com o PSD, o CDS e o PPM (que então formavam um governo chefiado por Francisco Pinto Balsemão) para levar a cabo a revisão constitucional de 1982, que permitiu a extinção do Conselho da Revolução, a criação do Tribunal Constitucional e o reforço dos poderes da Assembleia da República.
Foi, de novo, Primeiro-Ministro do IX governo, do chamado Bloco Central, num período marcado por uma nova crise financeira e pela intervenção do FMI em Portugal, e pela formalização da adesão de Portugal à CEE.
Depois destas experiências governativas, Mário Soares viria a ser Presidente da República durante dois mandatos, entre 1986 e 1996 — venceu de forma tangente, e à segunda volta, as eleições presidenciais de 1986, contra Diogo Freitas do Amaral, e com larga maioria as de 1991, em que contou não só com o apoio do PS como do PSD, de Cavaco Silva. Sendo o primeiro civil a exercer o cargo de Presidente da República, deixou patente um novo estilo presidencial, promovendo a proximidade com as populações e a projeção de Portugal no estrangeiro; sendo marcado ao mesmo tempo pela tensão política com os governos de Cavaco Silva e pelo polémico caso TDM (Teledifusão de Macau).

## Biografia

### Infância
Nascido no número 163 da Rua Gomes Freire, na extinta freguesia do Coração de Jesus, na cidade de Lisboa, Mário Soares foi o segundo filho do professor e antigo sacerdote João Lopes Soares (Leiria, Arrabal, 17 de Novembro de 1879 – Lisboa, Campo Grande, 31 de Julho de 1970), fundador do Colégio Moderno em Lisboa, Ministro e depois activista Republicano Antifascista, e de sua esposa Elisa Nobre Baptista (Santarém, Pernes, 8 de Setembro de 1887 – Lisboa, Campo Grande, 28 de Fevereiro de 1955), proprietária duma pensão na Rua Ivens.
Quando nasceu, o pai e a mãe já tinham filhos de relações anteriores — Rogério Lopes Soares de mãe desconhecida e Tertuliano Lopes Soares (Alcobaça, 30 de Dezembro de 1906 – ?), que já tinha quase 18 anos quando ele nasceu, filho de João Lopes Soares e de Joaquina Ribeiro da Silva, o qual foi médico-cirurgião, casado com Maria da Conceição Gaudêncio, filha de Amadeu Gaudêncio e de sua esposa Claudina de Almeida Henriques; e J. Nobre Baptista e Cândido Nobre Baptista, de 17 anos, que era filho de Elisa Nobre Baptista mas dum casamento anterior.
Em virtude de João Soares ainda ser padre quando engravidou a futura esposa, os pais só se casaram a 5 de setembro de 1934, já Mário Soares tinha quase 10 anos. O casamento fez-se na 7.ª conservatória do Registo Civil, em Lisboa, dado que a situação do marido, antigo sacerdote, e da esposa, que era divorciada, impediam um casamento católico. No entanto, até ao fim da vida e apesar do contencioso com a Santa Sé para que o desobrigasse do estatuto de clérigo, João Lopes Soares manteria sempre a sua fé católica.

### Percurso académico e profissional

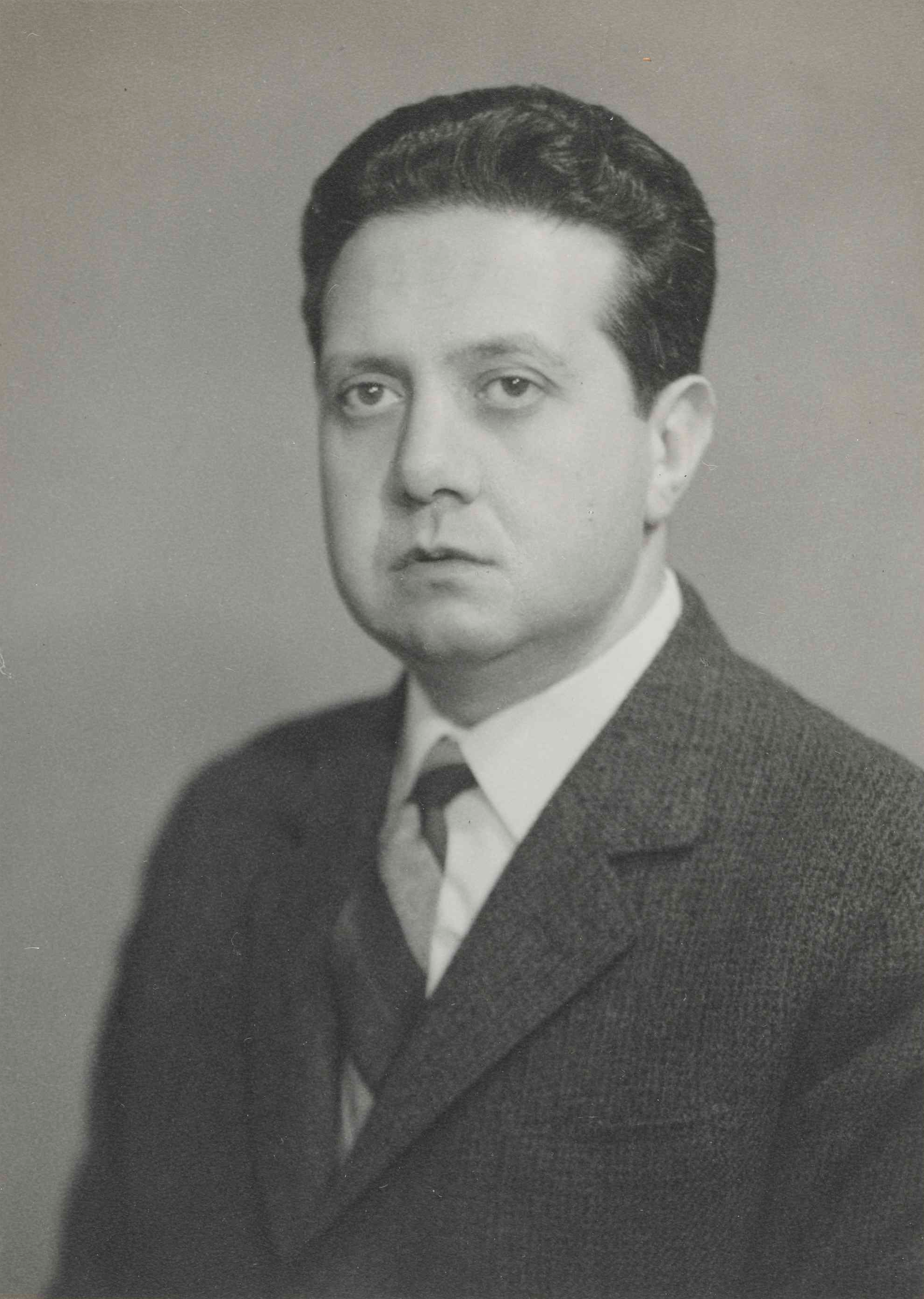
Mário Soares, fotografado por Manuel Alves de San Payo.

Mário Soares licenciou-se em Ciências Histórico-Filosóficas, na Faculdade de Letras da Universidade Clássica de Lisboa em 1951 e em Direito na Faculdade de Direito da mesma universidade em 1957.
Após terminar a licenciatura em Histórico-Filosóficas, não lhe sendo permitido seguir a carreira docente, nem no ensino público nem no particular, juntou-se aos pais na gerência do Colégio Moderno, atividade em que seria depois sucedido pela sua esposa, Maria de Jesus Barroso e, posteriormente, pela sua filha, Isabel Barroso Soares (Lisboa, 9 de janeiro de 1951), igualmente professora do colégio.
Em finais dos anos 1950 conseguiria finalmente obter licença para exercer a função de professor do ensino particular, licença essa que lhe foi concedida pelo Ministro Francisco de Paula Leite Pinto.
Enquanto advogado, Soares fez estágio com Leopoldo do Vale, ocupando em seguida um escritório na Rua do Ouro, 87, 2.º, em plena Baixa de Lisboa, e mantendo parceria com Gustavo Soromenho e Pimentel Saraiva, especialistas em Direito Fiscal. Mais tarde juntar-se-iam Vasco da Gama Fernandes e Manuel Castilho.
Nas suas memórias contou que o seu maior sucesso como advogado terá ocorrido quando representou Maria Cristina de Mello contra os irmãos Jorge e José Manuel de Mello, num diferendo relativo a herança do pai (Manuel de Mello), e em que a sua posição da sua cliente teve vencimento sobre a dos irmãos, representados por Marcello Caetano.
Como advogado defensor de presos políticos, participou em numerosos julgamentos, realizados no Tribunal Plenário e no Tribunal Militar Especial.
Representou, nomeadamente, Álvaro Cunhal e Octávio Pato, quando acusados de crimes políticos, e a família de Humberto Delgado, na investigação do seu alegado assassinato pela PIDE, o que proporcionou a Soares uma certa visibilidade internacional. Juntamente com Adelino da Palma Carlos defendeu também a causa dinástica de D. Maria Pia de Saxe-Coburgo e Bragança.

## Início do seu percurso político
“Sou republicano, socialista e laico.”

— Mário Soares no casamento de Duarte Pio de Bragança
Mário Soares despertou para a política no seio familiar, de tradição republicana e oposicionista.
O pai, João Lopes Soares, era republicano convicto e ocupou vários cargos depois da implantação da República — foi governador civil do Distrito da Guarda, de Braga e Santarém, e deputado à Assembleia da República durante dez anos, entre 1916 e 1926, ano em que triunfa o golpe militar que dá origem à ditadura. Antes, em 1919, tinha sido brevemente Ministro das Colónias. Em agosto de 1930, tinha Soares cinco anos, o pai foi deportado para os Açores.
A atividade política de Mário Soares levá-lo-ia por 12 vezes aos calabouços da prisão. Estava preso quando casou por procuração, embora com registo na 3.ª Conservatória do Registo Civil de Lisboa, a 22 de fevereiro de 1949, com a atriz Maria Barroso. Mário Soares estava então preso por motivos políticos e foi representado no casamento por Rogério de Araújo. Foram padrinhos de casamento Joaquim Barradas de Carvalho e Ruth Arons, em casa de quem Mário Soares se refugiou pouco antes de ser preso pela PIDE em 15 de fevereiro de 1949, e também o escritor Manuel Mendes, que se encontrava igualmente preso, e a sua esposa Berta Júlia das Neves Mendes.

### Militância noMUNAFe noMUD
Por influência de Álvaro Cunhal (que chegou a ser regente de estudos no Colégio Moderno), Soares aderiu em 1943 ao Movimento de Unidade Nacional Antifascista (MUNAF), estrutura ligada ao Partido Comunista Português, e integrou a partir de 1946 a Comissão Central do MUD — Movimento de Unidade Democrática, sob a presidência de Mário de Azevedo Gomes; tendo sido nesse âmbito co-fundador do MUD Juvenil e membro da sua primeira Comissão Central.
Em 1949 foi secretário da Comissão Central da candidatura do general Norton de Matos à Presidência da República. Obrigado pela direção do PCP a confessar ao velho general (oposicionista ao Estado Novo mas anticomunista), que estava a colaborar na Comissão Central da candidatura em representação dos comunistas, Norton de Matos quis afastá-lo totalmente de qualquer atividade na campanha. Por causa da interferência de Mário de Azevedo Gomes, acabou por aceder a mantê-lo na estrutura, mas sem responsabilidades de facto.
Em princípios dos anos 1950 Soares acaba por romper com o MUD e em definitivo com o PCP, por não se rever nem na linguagem, nem na metodologia. Mais tarde dirá que o PC o tentara obrigar a passar à clandestinidade e que «ficara imunizado». A versão oficial dos comunistas é que Soares foi expulso por «ter abdicado da luta».

### Afastamento doPCP
Afastado do PCP, Soares fundou em 1955 a Resistência Republicana e Socialista, reunindo outros elementos vindos daquele partido (caso de Fernando Piteira Santos, expulso do PCP em 1949); da União Socialista (como Manuel Mendes, antigo militante do MUD Juvenil), Gustavo Soromenho, Ramos da Costa, José Ribeiro dos Santos, Teófilo Carvalho dos Santos, José Magalhães Godinho, entre outros. Foi em nome da Resistência Republicana e Socialista que Soares entrou em 1956 para o Directório Democrato-Social, a convite de Armando Adão e Silva, juntando-se nessa estrutura a António Sérgio, Jaime Cortesão e Azevedo Gomes.
Em 1958 pertenceu à comissão de honra da candidatura do General Humberto Delgado à Presidência da República.
Em 1961 foi redator e signatário do Programa para a Democratização da República.
Candidatou-se a deputado à Assembleia Nacional do Estado Novo, nas listas da Oposição Democrática, em 1965, pela CDE.

### Deportação paraSão Tomé
Preso 12 vezes, cumprindo um total de cerca de três anos de cadeia, Mário Soares foi deportado sem julgamento para a ilha de São Tomé, em 1968, após divulgar a um jornalista do Sunday Telegraph um caso de prostituição que envolvia membros do Governo e homens de negócios próximos do regime de Salazar, conhecido como Ballet Rose. Esta deportação desperta a atenção da comunicação social internacional.

### Oposição aoPCPe candidatura pelaCEUD
No período subsequente à morte de Salazar, o sucessor deste na Presidência do Conselho, Marcello Caetano, dita o regresso de Soares à metrópole, que chega a Lisboa na madrugada de 9 de novembro de 1968.
No período subsequente, acentua a sua oposição contra o socialismo totalitário que representava o comunismo e chega a ser acusado de denunciar comunistas à PIDE.
Em 1969 apresentava-se de novo candidato à Assembleia Nacional, no Círculo de Lisboa, pela CEUD — Comissão Democrática de Unidade Eleitoral, agrupando os socialistas anticomunistas da Ação Socialista Portuguesa, monárquicos constitucionais, da Comissão Eleitoral Monárquica, e católicos antifascistas.
Em fevereiro de 1970 são detidos pela PIDE os ex-candidatos da CEUD Francisco Salgado Zenha e Jaime Gama e encarcerados no Forte de Caxias. Raul Rego, também ex-candidato da CEUD em Lisboa, que publicara um artigo contra a Guerra Colonial na revista espanhola Cuadernos para el Diálogo, é colocado em regime de residência fixa por tempo indeterminado.
Em julho do mesmo ano Soares é chamado à PIDE, onde lhe é feito um ultimato, para abandonar o país ou então será preso. É então que resolve partir para o exílio em França.

### Exílio em França
Aquando do seu exílio em França, em 1970, foi chargé de cours nas universidades de Paris VIII (Vincennes) e Paris IV (Sorbonne), e igualmente professor convidado na Faculdade de Letras da Universidade da Alta Bretanha, em Rennes, que décadas depois lhe atribuiu o grau de doutor honoris causa.
Também Manuel Cordo Boullosa lhe deu emprego como consultor jurídico do Banco Franco-Português.
A sua intervenção política em França era realizada através da imprensa estrangeira e da captação de apoios internacionais. Estando ainda nesse país, em 1972, foi à loja maçónica parisiense "Les Compagnons Ardents", da "Grande Loge de France", pedir apoio para a luta política contra o Estado Novo e ingressou na maçonaria, segundo ele próprio, optando depois por ficar "adormecido".

## Regresso a Portugal
A 28 de abril de 1974, três dias depois do golpe de 25 de Abril, regressou do exílio em Paris, no chamado "Comboio da Liberdade". Soares viajou acompanhado pela esposa, Maria Barroso, e por Manuel Tito de Morais e Francisco Ramos da Costa.
Dois dias depois, Soares esteve presente no Aeroporto da Portela, na chegada a Lisboa de Álvaro Cunhal. A 1 de maio de 1974, nas primeiras comemorações do Dia do Trabalhador após o 25 de Abril, e ainda que tivessem ideias políticas diferentes, subiram de braços dados, pela primeira e última vez, as ruas da Baixa Pombalina e a Avenida da Liberdade.
Foi ministro dos Negócios Estrangeiros, de Maio de 1974 a Março de 1975, e um dos impulsionadores da independência das colónias portuguesas, tendo sido responsável por parte desse processo.

### PREC
Durante o período revolucionário que ficou conhecido como PREC, em que se agudiza o conflito entre os comunistas e democratas não revolucionários, Soares afirma-se como o principal líder civil do campo democrático, tendo conduzido o Partido Socialista à vitória nas eleições para a Assembleia Constituinte de 1975.
Durante esta altura, a tensão com o Partido Comunista Português aumentou cada vez mais, culminando no célebre debate no dia 6 de novembro de 1975, com Álvaro Cunhal, cujos projetos estariam em confronto no Golpe de 25 de novembro de 1975.
Afastados os perigos totalitários à direita e à esquerda, a Assembleia Constituinte concluiu os seus trabalhos a 2 de abril de 1976 com a aprovação da Constituição da República Portuguesa de 1976, contando apenas com o voto contra do Centro Democrático Social, e com a sessão de encerramento, onde foi assinado o seu decreto de promulgação pelo Presidente da República Francisco da Costa Gomes.
A 25 de abril de 1976, realizaram-se as primeiras eleições legislativas, em que o Partido Socialista se sagrou vencer com 34,89% dos votos. A 27 de junho realizaram-se as eleições presidenciais, em que o candidato apoiado pelo Partido Socialista, pelo Partido Popular Democrático, pelo Centro Democrático Social e pelo Partido Comunista dos Trabalhadores Portugueses, o general António Ramalho Eanes venceu com 61,59% dos votos.

## Primeiro-Ministro de Portugal

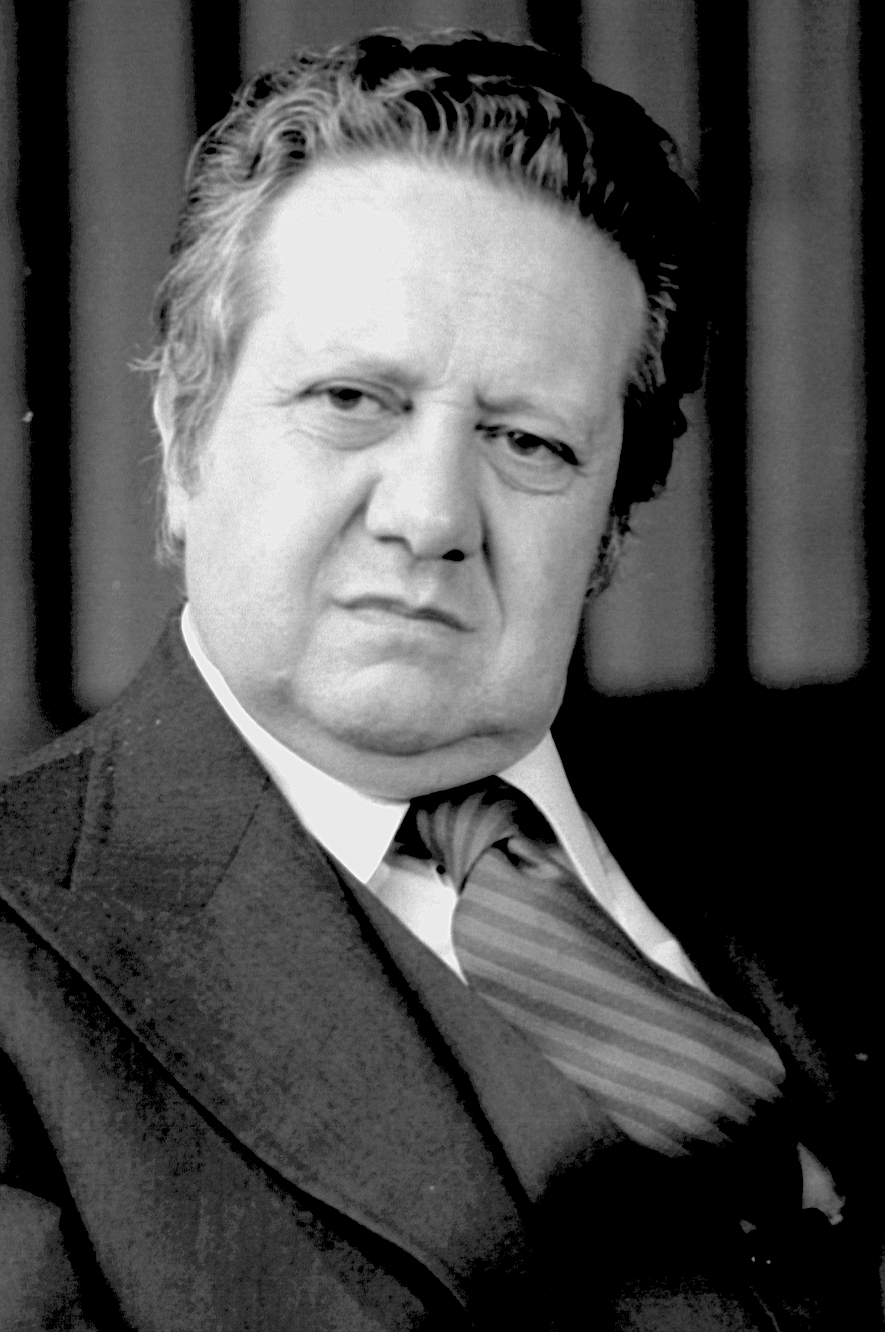
Mário Soares, em 1978, durante o seu primeiro mandato como primeiro-ministro.

Soares tomou posse como Primeiro-Ministro do I Governo Constitucional a 23 de julho de 1976, em cerimónia no Palácio de Belém, sendo reconduzido no cargo, a 30 de janeiro de 1978, para liderar II Governo Constitucional em coligação com o Centro Democrático Social, e a 9 de junho de 1983, para liderar o IX Governo Constitucional, em coligação com o Partido Social Democrata.

### Política interna

#### Economia e finanças
Atingido pela crise do petróleo de 1973, pelas nacionalizações e pela descolonização, que levou a uma vaga de meio milhão de retornados, Portugal enfrentava uma taxa de inflação de cerca de 20%, taxa de desemprego superior a 7%, bens racionados e desvalorização do escudo. Após um empréstimo de 250 milhões de dólares por parte da Alemanha durante os governos provisórios, a situação financeira nacional não melhorou, o que obrigou a um pedido de empréstimo maior, de cerca de 1500 milhões de dólares, financiados por 14 países através do Fundo Monetário Internacional (FMI).
As medidas de austeridade levadas a cabo levaram a que Soares, aquando da tomada de posse do afirma-se que era "[nã]o se trata agora de meter o socialismo na gaveta, mas de salvar a democracia", o que se tornaria numa das suas frases mais conhecidas.

#### Saúde
Foi durante o II Governo Constitucional em coligação com o Centro Democrático Social, que se avançou com aquela que é considerada como uma das maiores conquistas da democracia: a criação do Serviço Nacional de Saúde, por iniciativa do então Ministro dos Assuntos Sociais António Arnaut. No entanto, a lei seria apenas aprovada em 1979, já durante o V Governo Constitucional, liderado por Maria de Lurdes Pintassilgo.
No IX Governo Constitucional, o Ministério da Saúde é criado através da sua separação do Ministério dos Assuntos Sociais, tendo como primeiro titular António Maldonado Gonelha. Em 1984, foi criada a Direção-Geral dos Cuidados de Saúde Primários, pondo fim aos Serviços Médico-Sociais da Previdência.

### Política externa

#### Adesão à Comunidade Económica Europeia
Aquele que era um dos pilares do pensamento político de Soares, inscritos nos programas eleitorais do Partido Socialista para as eleições legislativas de 1976 e no do I Governo Constitucional, a adesão de Portugal à Comunidade Económica Europeia (CEE) foi uma das prioridades de todos os governos constitucionais que se seguiram.
Tendo em vista ganhar apoio numa possível adesão, Mário Soares iniciou, em fevereiro de 1977, uma viagem pelas várias capitais dos estados-membros da Comunidade Económica Europeia, começando com Londres, Dublin, Copenhaga e Roma, seguindo-se Bruxelas, Paris,Bona, Haia e cidade do Luxemburgo, no início de março. A 22 de março, foi apresentado na Assembleia da República um voto de congratulação, que foi aprovada com os votos do Partido Socialista, do Partido Popular Democrático e do Centro Democrático Social e os votos contra do Partido Comunista Português, da União Democrática Popular e de dois deputados independentes (Carmelinda Pereira e Aires Rodrigues). O pedido foi formalizado a 28 de março e iniciado a 5 de abril, em Concelho de Ministros da CEE.
No entanto, as negociações demorariam oito anos, com a assinatura do Tratado de Adesão a 12 de junho de 1985, já Mário Soares era novamente Primeiro-Ministro do IX Governo Constitucional.

## Presidente da República

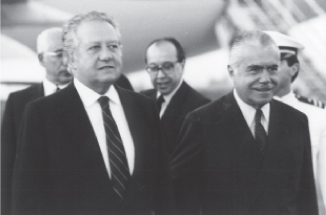
Mário Soares com o então presidente brasileiro José Sarney (à direita), em 1988.

Em 1985, escassos dias após a exoneração do IX Governo Constitucional, Mário Soares apresentou a sua candidatura à Presidência da República. Devido à impopularidade do seu governo, partiu para as eleições com apenas 8% nas intenções de voto e com uma forte concorrência à esquerda Maria de Lurdes Pintassilgo e Francisco Salgado Zenha.
No entanto, duas semanas antes das eleições, deu-se o célebre incidente da Marinha Grande. Quando, a 14 de janeiro de 1986, Mário Soares dispôs-se a visitar uma das poucas fábricas que tinham recebido subsídios do anterior governo (presidido pelo próprio Soares), nesse momento operários de outra fábrica que não os tinha recebido começaram a vaiar o político, sendo isto o prelúdio da agressão física que viria a seguir. A ameaça, primeiramente verbal, acabou num ataque pessoal a Mário Soares quando um grupo de trabalhadores desempregados esbofetearam o candidato, esbofetearam também dois dos guarda-costas do político. Soares, acusaria pouco depois do acto de violência que este tinha sido executado por seguidores de Francisco Salgado Zenha, afirmando que os que o agrediram tinha autocolantes de dito candidato, o qual, tinha estado uma hora antes no mesmo lugar. Os seguidores do candidato e os jornalistas conseguiram fugir até à Fábrica dos Irmãos Stephens, protegendo-se lá ficando a salvo da multidão enfurecida. Alguns referem que o Incidente fez com que Mário Soares, que no início tinha pouco apoio (chegando apenas a 8% nas primeiras sondagens) e que à esquerda tinha dois candidatos: Maria de Lurdes Pintassilgo e Francisco Salgado Zenha, vencesse não só os adversários de esquerda mas também Freitas do Amaral o qual tinha um apoio sólido da direita política.
Durante os seus mandatos presidenciais, foi o presidente da República que atribuiu mais condecorações, nomeadamente 2505 condecorações das ordens honoríficas portuguesas, entre as quais algumas que viriam a ser retiradas aos titulares na sequência de processos judiciais, como o caso do embaixador Jorge Ritto — condecorado com a Ordem do Infante D. Henrique e irradiado na sequência da sua condenação no Processo Casa Pia.
No seu primeiro mandato, surgiu o caso Emaudio / Teledifusão de Macau, o que o obrigou a várias explicações públicas e atingiu membros do seu círculo próximo, nomeadamente Carlos Melancia, nomeado por Mário Soares para governador de Macau em 1987. Ademais, a Emaudio fora criada na órbita da Fundação de Relações Internacionais, entidade ligada ao PS a que Mário Soares havia presidido antes de ser eleito presidente da República e que envolvia Menano do Amaral, angariador de fundos para a campanha presidencial de Mário Soares; Bernardino Gomes, chefe de gabinete de Mário Soares enquanto primeiro-ministro; Rui Mateus, presidente da Fundação de Relações Internacionais do PS, por indicação de Mário Soares; António de Almeida Santos, ministro dos governos de Mário Soares; o filho de Mário Soares, João Soares; entre outros. As suspeitas sobre ligações de Mário Soares a alegados financiamentos ilícitos da sua campanha presidencial e de campanhas eleitorais do PS nunca foram provadas. Também o caso do fax de Macau atingiu politicamente Mário Soares, nomeadamente porque António Strecht Monteiro, filho de um fundador do PS com boas relações com Mário Soares, havia sido responsável por estabelecer contacto entre o governador de Macau, Carlos Melancia, Rui Mateus e a empresa alemã que havia pago 50 000 contos a Carlos Melancia no sentido de garantir a vitória no concurso para a consultoria das obras de construção do aeroporto de Macau e que, gorada essa expectativa, enviou um fax — daí o nome do caso, Fax de Macau — a Carlos Melancia exigindo a devolução do dinheiro. Desse facto foi dado conhecimento ao gabinete de Mário Soares, então presidente da República, que ficou politicamente comprometido com o caso.

## Pós-Presidência da República
O percurso político de Mário Soares depois dos dez anos de Presidência da República foram orientados para a intervenção a nível internacional.
Depois de ter assumido, em dezembro de 1995, a presidência da Comissão Mundial Independente Sobre os Oceanos, seria escolhido em setembro de 1997 para a presidência do Comité Promotor do Contrato Mundial da Água.
Também em 1997 assumiu a presidência da Fundação Portugal África — fundada pelo Banco de Fomento e Exterior (posteriormente integrado no Banco Português de Investimento) — e a presidência do Movimento Europeu Internacional, uma ONGD cuja fundação remonta ao pós-Segunda Grande Guerra e que foi impulsionadora da fundação do Conselho da Europa, em 1949.
Subsequentemente, em 1999, três anos depois de terminar o seu mandato como Presidente, Mário Soares foi o cabeça-de-lista do PS às eleições europeias de 1999. Uma vez eleito foi logo de seguida candidato a presidente do Parlamento Europeu, mas perdeu a eleição para Nicole Fontaine, em relação a quem não teve pejo de afirmar que tinha «um discurso de dona de casa», no sentido pejorativo do termo.
Essa derrota na corrida à presidência do Parlamento Europeu acabou por retirar expetativa à ambição de Soares em desempenhar um cargo importante na política internacional.
Foi agraciado com o título de doutor honoris causa pela Universidade Federal de Pelotas em 1999.
Em 2000, foram publicadas na comunicação social declarações do ministro da Comunicação Social de Angola, Hendrick Vaal Neto, acusando Mário e João Soares de beneficiarem do tráfico de marfim e diamantes praticado pela UNITA. João Soares interpôs uma ação judicial no Tribunal Cível de Lisboa contra Vaal Neto, pedindo uma indemnização de 100 mil contos (cerca de 500 mil euros). Não houve contestação, o que corresponde à confissão dos factos, tendo Vaal Neto concedido uma entrevista à RTP, em que caracterizou o caso como um «mal-entendido», referindo que Mário Soares tinha sido o primeiro a criticar o presidente de Angola, José Eduardo dos Santos. Segundo João Soares, o valor da indemnização foi doado a uma instituição de beneficência.

### Candidato a um terceiro mandato comoPresidente da República
Longe da política ativa, sem deixar de assumir como figura de maior referência do PS, Soares surpreendeu o país ao aceitar, em 2005, um regresso à disputa pelo cargo de Presidente da República. Foi assim, aos 81 anos, o segundo candidato anunciado — após Jerónimo de Sousa, candidato apoiado pelo PCP — o que seria um inédito terceiro mandato.
O motivo da sua entrada na corrida era nem mais nem menos do que impedir que José Sócrates, então secretário-geral do PS tivesse de apoiar o candidato Manuel Alegre, após algumas crispações deste histórico do PS com as hostes do seu próprio partido — de resto, Alegre havia sido adversário de Sócrates nas eleições internas do PS em 2004, representando uma corrente ideológica completamente oposta à de Sócrates.
Na eleição presidencial, realizada a 22 de Fevereiro de 2006, Soares obteve apenas o terceiro lugar, com 14% dos votos, ficando inclusive atrás da candidatura (que acabou por não ter apoio partidário) de Manuel Alegre.
As eleições foram vencidas com maioria absoluta (e, portanto, à primeira volta) por Aníbal Cavaco Silva.

### Pós-Presidenciais de 2006

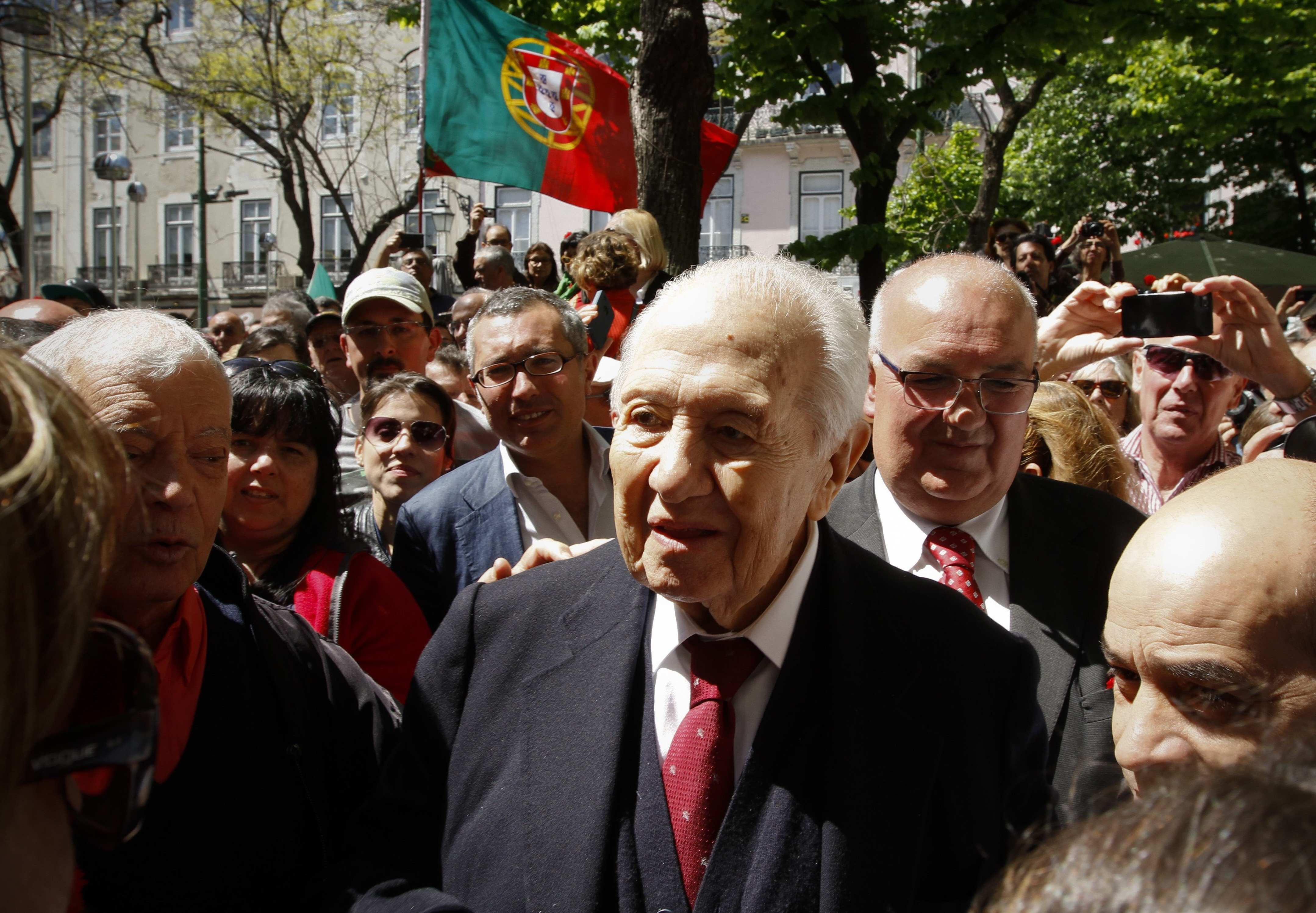
Mário Soares (centro) durante as celebrações do 40.º aniversário da Revolução dos Cravos, em 25 de Abril de 2014.

Em 2007 foi nomeado presidente da Comissão de Liberdade Religiosa. Também presidia ao Júri do Prémio Félix Houphouët-Boigny, da UNESCO, desde 2010, e era patrono do International Ocean Institute, desde 2009 e até à sua morte.
No dia 11 de Outubro de 2010 recebeu o Doutoramento Honoris Causa pela Universidade de Lisboa aquando das comemorações do centenário da mesma, coincidindo com as comemorações do centenário da República Portuguesa (5 de Outubro).
Com 89 anos foi eleito a personalidade do ano 2013 pela imprensa estrangeira, radicada em Portugal.
Em 25 de abril de 2016, recebeu a chave da cidade de Lisboa, do presidente da CML, Fernando Medina, a mais alta distinção atribuída pelo município a personalidades com relevância nacional e internacional.
Faleceu às 15h28m de 7 de janeiro de 2017, aos 92 anos de idade, no Hospital da Cruz Vermelha, em São Domingos de Benfica, Lisboa, onde estava internado, em coma profundo, desde 13 de dezembro de 2016, após um longo período de doença, que se agudizou após a morte da esposa, Maria Barroso.

### Fundação Mário Soares e Maria Barroso
Soares fundou em 1996 a Fundação Mário Soares, uma instituição cultural com o objetivo de organizar debates, colóquios e iniciativas sobre política e defesa dos direitos humanos. A fundação possui uma casa-museu e um espólio documental de dois milhões de documentos legado por Soares.
A atividade da Fundação desenvolve-se no plano cultural, científico, educativo e social, destacando-se a organização e disponibilização em acesso aberto do seu património cultural (Arquivo, Biblioteca, Casa Comum e Casa-Museu João Soares), a programação de eventos científicos e culturais, a promoção de programas de formação e de debate, a cooperação com os países da lusofonia e o estímulo à criação e disseminação de conhecimento de base científica, em particular sobre a ação de Mário Soares e Maria Barroso.
Rebatizada em Agosto de 2020 como Fundação Mário Soares e Maria Barroso, mantem e amplia os valiosos arquivos documentais — incontornáveis para quem queira estudar a resistência ao Estado Novo ou a história dos movimentos de libertação das antigas colónias portuguesas.

### Morte

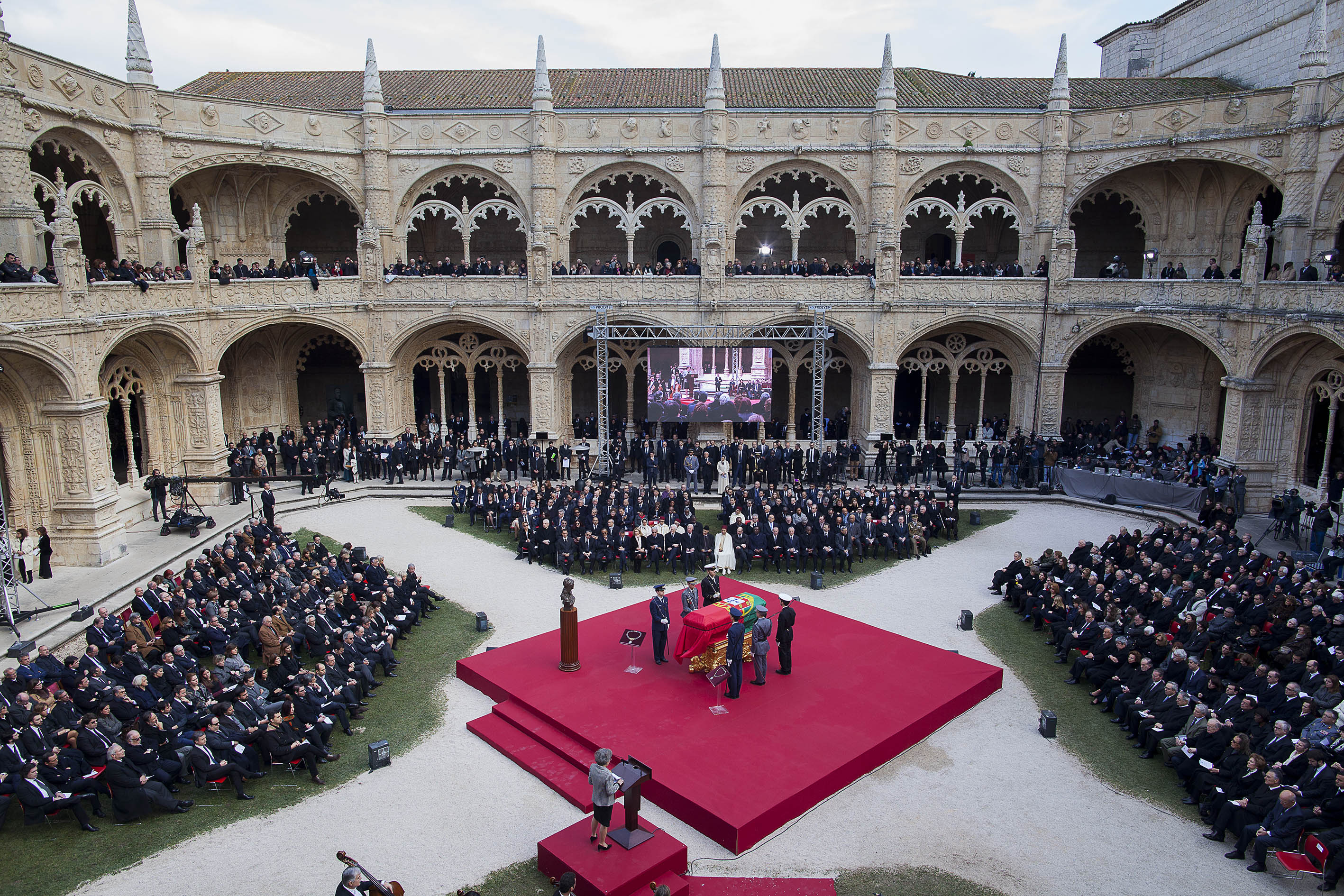
Exéquias fúnebres de Mário Soares no Mosteiro dos Jerónimos.

Mário Soares morreu às 15h28m de 7 de janeiro de 2017, depois de ter estado mais de duas semanas internado no Hospital da Cruz Vermelha, em São Domingos de Benfica, em coma profundo.
O Governo decretou 3 dias de luto nacional e um funeral de Estado. Este, foi o primeiro funeral em democracia com honras de Estado, exéquias que passaram a servir de guião para os funerais de Estado em Portugal, nomeadamente para o funeral de estado de Jorge Sampaio. Antes disso, o anterior funeral de Estado foi o de António de Oliveira Salazar durante a ditadura em 1970.
Deixou de herança um património avaliado em cerca de 17 milhões de euros.

### Família e casamento
Casado desde 22 de fevereiro de 1949 com Maria Barroso, Mário Soares foi pai de João Barroso Soares e de Isabel Barroso Soares. Foi igualmente tio paterno, por afinidade, do cronista e antigo deputado e secretário de Estado Alfredo Barroso e tio materno por afinidade do cineasta Mário Barroso (chamado Mário Alberto em sua homenagem e por ser seu padrinho), do médico-cirurgião Eduardo Barroso e da bailarina Graça Barroso.

## Resultados eleitorais

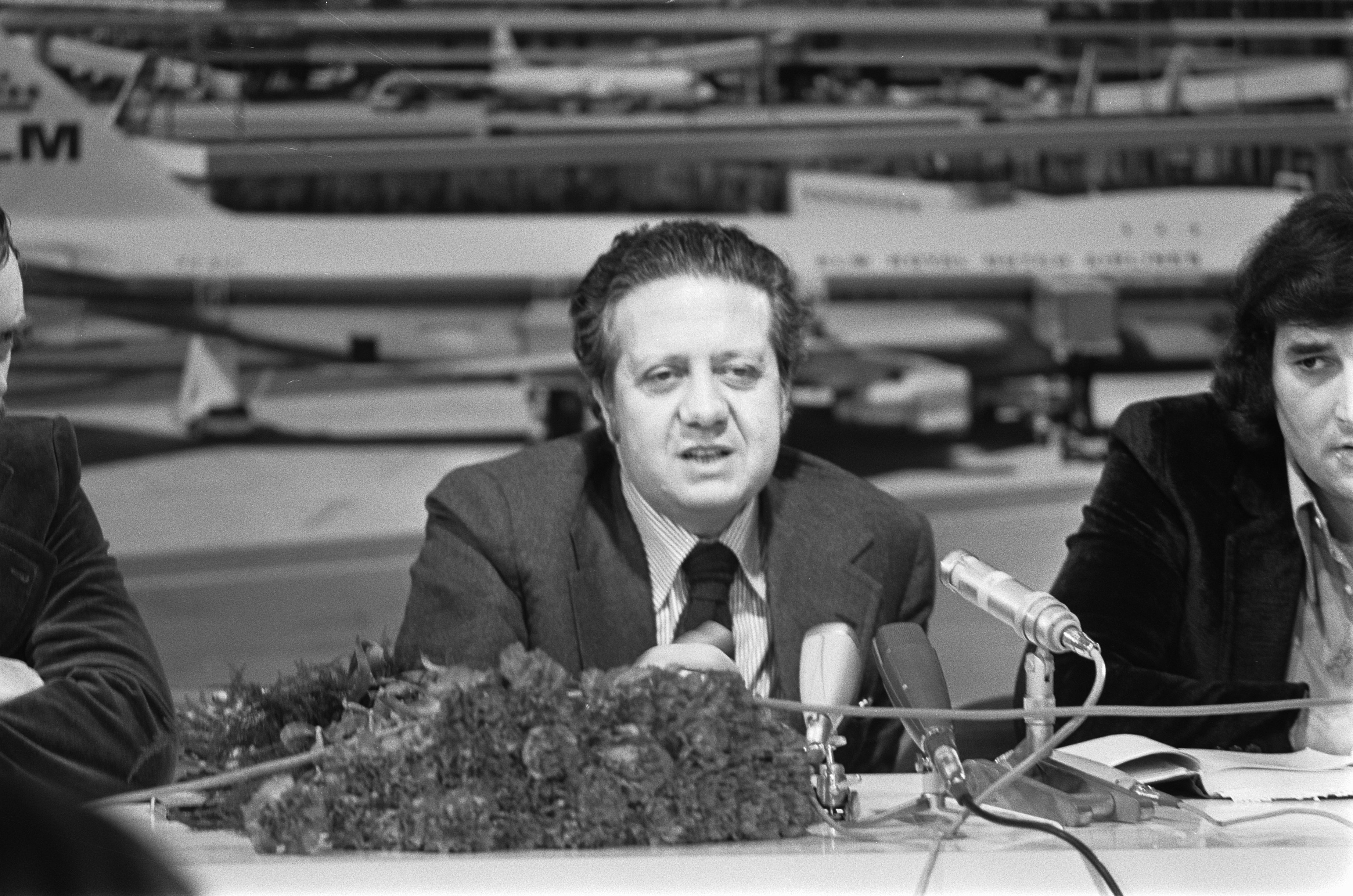
Mário Soares em 1975.

Ao longo da sua carreira política, Mário Soares concorreu a dez eleições, seis legislativas, três presidenciais e uma europeia, vencendo duas legislativas, duas presidenciais e uma europeia.
Foi por três vezes Primeiro-Ministro, dos I, II e IX Governos Constitucionais, o primeiro minoritário Socialista, o segundo em coligação com o CDS e o terceiro em coligação com o Partido Social-Democrata.
Eleito deputado cinco vezes, Mário Soares assumiu o mandato na Assembleia Constituinte e em 1978 após a queda do II. Em 1999, foi eleito eurodeputado, tendo concorrido a Presidente do Parlamento Europeu, perdendo para a democrata-cristã Nicole Fontaine.
Em 1986, concorreu pela primeira vez a Presidente da República Portuguesa, ganhando à segunda volta, após o apoio do Partido Comunista Português. Em 1991, foi reeleito com 70,35% dos votos, a maior percentagem de sempre obtida por um candidato. Em 2006, torna-se o primeiro ex-Presidente da República a concorrer a um terceiro mandato, não conseguindo a eleição devido à forte fragmentação à esquerda e à falta do apoio popular que antes desfrutara.

### Eleições legislativas
| Data | Partido    | Partido | Círculo eleitoral | Posição    | Cl.     | Votos        | %            | +/-    | Status                                               | Notas                                          |
| ---- | ---------- | ------- | ----------------- | ---------- | ------- | ------------ | ------------ | ------ | ---------------------------------------------------- | ---------------------------------------------- |
| 1969 |            | CEUD    | Lisboa            |            | 3.º     | 16 863       | 1,5 / 100,0  |        | Não eleito                                           | Líder da ASP                                   |
| 1975 |            | PS      | Lisboa            | 1º (em 55) | 1.º     | 583 741      | 46,0 / 100,0 |        | Eleito                                               | Assembleia Constituinte Secretário-Geral do PS |
| 1976 | 1º (em 58) | PS      | Lisboa            | 1.º        | 458 713 | 38,3 / 100,0 | 7,7          | Eleito | Primeiro-Ministro (1976–1978) Secretário-Geral do PS |                                                |
| 1976 | 1º (em 58) | PS      | Lisboa            | 1.º        | 458 713 | 38,3 / 100,0 | 7,7          | Eleito | Líder da Oposição (1978–1979) Secretário-Geral do PS |                                                |
| 1979 | 1º (em 56) | PS      | Lisboa            | 3.º        | 339 032 | 25,8 / 100,0 | 12,5         | Eleito | Líder da Oposição Secretário-Geral do PS             |                                                |
| 1980 |            | FRS     | Lisboa            | 1º (em 56) | 2.º     | 370 412      | 28,1 / 100,0 | 2,3    | Líder da Oposição Secretário-Geral do PS             | Eleito                                         |
| 1983 |            | PS      | Lisboa            | 1º (em 56) | 1.º     | 453 116      | 35,8 / 100,0 | 7,7    | Eleito                                               | Primeiro-Ministro Secretário-Geral do PS       |

### Eleições Presidenciais
| Data | Partidos apoiantes                   | 1ª Volta | 1ª Volta  | 1ª Volta       | 1ª Volta | 2ª Volta | 2ª Volta  | 2ª Volta       | 2ª Volta | Status     |
| Data | Partidos apoiantes                   | Cl.      | Votos     | %              | +/-      | Cl.      | Votos     | %              | +/-      | Status     |
| ---- | ------------------------------------ | -------- | --------- | -------------- | -------- | -------- | --------- | -------------- | -------- | ---------- |
| 1986 | PS - PCP (2ª volta) - PRD (2ª volta) | 2.º      | 1 443 683 | 25,43 / 100,00 |          | 1.º      | 3 010 756 | 51,18 / 100,00 | 25,75    | Eleito     |
| 1991 | PS PPD/PSD (apoio tácito)            | 1.º      | 3 459 521 | 70,35 / 100,00 | 19,17    |          |           |                |          | Eleito     |
| 2006 | PS                                   | 3.º      | 785 355   | 14,31 / 100,00 |          |          |           |                |          | Não eleito |

### Eleições europeias
| Data | Partido | Partido | Posição    | Cl. | Votos     | %              | Status |
| ---- | ------- | ------- | ---------- | --- | --------- | -------------- | ------ |
| 1999 |         | PS      | 1º (em 25) | 1.º | 1 493 146 | 43,07 / 100,00 | Eleito |

#### Eleição para a Presidência do Parlamento Europeu
| Candidato               | Candidato               | Partidos apoiantes      | 1ª Volta | 1ª Volta        |
| Candidato               | Candidato               | Partidos apoiantes      | Votos    | %               |
| ----------------------- | ----------------------- | ----------------------- | -------- | --------------- |
|                         | Nicole Fontaine         | PPE                     | 306      | 49,76 / 100,00  |
|                         | Mário Soares            | PSE                     | 200      | 35,52 / 100,00  |
|                         | Heidi Hautala           | GV/ALE                  | 49       | 7,97 / 100,00   |
|                         | Laura González Álvarez  | EUE/ENV                 | Desistiu | Desistiu        |
| Votos Inválidos         | Votos Inválidos         | Votos Inválidos         | 60       | 9,76 / 100,00   |
| Total                   | Total                   | Total                   | 615      | 100,00 / 100,00 |
| Eleitorado/Participação | Eleitorado/Participação | Eleitorado/Participação | 626      | 98,24 / 100,00  |
| Fonte                   | Fonte                   | Fonte                   | [ 85 ]   | [ 85 ]          |

## Obras publicadas
- As Ideias Políticas e Sociais de Teófilo Braga, com prefácio de Vitorino Magalhães Godinho, Centro Bibliográfico, Lisboa, 1950.
- A Justificação Jurídica da Restauração e a Teoria da Origem Popular do Poder Político, Jornal do Foro, Lisboa, 1954.
- Escritos Políticos, 4 edições do Autor, Lisboa, 1969.
- Destruir o sistema, construir uma nova vida — relatório do Secretário Geral do PS aprovado no Congresso de Maio de 1973, Roma, 1973.
- Portugal Amordaçado, Lisboa, 1974; tradução francesa condensada (Le Portugal bailloné) publicada em Paris pela Calman-Levy em 1972; e depois traduzida em inglês com o título Portugal’s struggle for Liberty, em 1973; em alemão, 1973; em espanhol, com um prólogo de Raul Morodo, em 1974; na Venezuela em 1973; em grego, em 1974; e em chinês, em 1993.
- Caminho Difícil: do salazarismo ao caetanismo, Rio de Janeiro, 1973
- Escritos do Exílio, Livraria Bertrand, Lisboa, 1975
- Democratização e Descolonização, publicações D. Quixote, Lisboa, 1975
- Portugal: quelle révolution? Entretiens avec Dominique Pouchin, Calman-Lévy, Paris, 1976; traduzido em português em 1976 ; em alemão, 1976; em italiano, 1976 e em espanhol, Caracas, 1976.
- PS, fronteira da Liberdade — do Gonçalvismo às eleições intercalares, prefácio e selecção de Alfredo Barroso, Lisboa, 1974
- Entre Militantes PS (1975)
- Escritos do Exílio (1975)
- A Europa Connosco (1976)
- Crise e Clarificação (1977)
- O Futuro Será o Socialismo Democrático (1979)
- A árvore e a floresta, Lisboa, 1985
- Intervenções, dez volumes: textos do Presidente da República, Março de 1986 a Março de 1996, Lisboa, Imprensa Nacional.
- Mário Soares e Fernando Henrique Cardoso: o mundo em português — um diálogo, publicado em Lisboa e em São Paulo em 1998 e traduzido em espanhol, México, e em romeno, 2000.
- Português e Europeu, Círculo de Leitores, Temas e Debates, Lisboa 2000
- Porto Alegre e Nova Iorque: um mundo dividido?, Lisboa, 2002
- Mémoire Vivante — Mário Soares — Entretien, Flammarion, 2002
- Mário Soares — Memória Viva, com prefácio e anexos inéditos exclusivos para a edição portuguesa, Edições Quasi, janeiro 2003
- Incursões Literárias, Temas e Debates, 2003
- Um Mundo Inquietante, Temas e Debates, 2003
- Um Mundo Inquietante, Círculo de Leitores, 2003
- Mário Soares e Sérgio Sousa Pinto — Diálogo de Gerações, Temas e Debates, 2004
- Poemas da Minha Vida, Público, 2004
- A Crise. E agora?, Temas e Debates, 2005
- Mário Soares: Um Político Assume-se: Ensaio Autobiográfico, Político e Ideológico. Lisboa: Temas e Debates, 2011. ISBN 978-989-644-146-3

## Obras em que colaborou
- Victor Cunha Rego e Friedhelm Merz, Liberdade para Portugal Com a colaboração de Mário Soares, Willy Brandt e Bruno Kreisky, Livraria Bertrand, 1976. Edição original alemã: Freiheit für den Sieger, Zurique, 1976
- Soares: Portugal e a Liberdade, depoimentos diversos, Morais Editores, 1984
- Hans Janitschek, Mário Soares, with a foreword by Edward Kennedy — Weidenfeld and Nicolson, London, 1985
- Teresa de Sousa, Mário Soares, Nova Cultural, 1988
- Maria Fernanda Rollo e J. M. Brandão de Brito, Mário Soares — uma fotobiografia, Bertrand Editora, 1995
- Maria João Avilez, Soares, 3 volumes: I: Ditadura e Revolução; II: Democracia; III: O Presidente, Círculo de Leitores, 1996
- Entrevistas com Mário Bettencourt Resendes: I-Moderador e Árbitro, 1995, II-Dois anos depois, 1998, III-A Incerteza dos Tempos, 2003, Editorial Notícias.

## Condecorações
Ordens nacionais:
- Grã-Cruz da Ordem Militar de Cristo de Portugal (9 de Abril de 1981)
- Grande-Colar da Ordem Militar da Torre e Espada, do Valor, Lealdade e Mérito de Portugal (9 de Março de 1991)
- Banda das Três Ordens (9 de março de 1986 — 9 de março de 1996)
- Grande-Colar da Ordem da Liberdade de Portugal (9 de Março de 1996)
- Grande-Colar da Ordem de Camões de Portugal (5 de dezembro de 2024, a título póstumo)

Ordens estrangeiras:
| Distinção                               | Ordem                                                      | País                                                                                | Data                    |
| --------------------------------------- | ---------------------------------------------------------- | ----------------------------------------------------------------------------------- | ----------------------- |
| Cavaleiro                               | Ordem Real do Serafim                                      | Suécia                                                                              | 28 de Janeiro de 1987   |
| Grande Estrela                          | Ordem do Mérito                                            | Áustria                                                                             | 10 de Março de 1987     |
| Excelentíssimo Senhor Grã-Cruz          | Real Ordem de Isabel a Católica                            | Espanha                                                                             | 10 de Março de 1987     |
| Excelentíssimo Senhor Grã-Cruz          | Real e Distinguida Ordem Espanhola de Carlos III           | Espanha                                                                             | 10 de Março de 1987     |
| Grã-Cruz                                | Ordem do Falcão                                            | Islândia                                                                            | 10 de Março de 1987     |
| Grã-Cruz                                | Ordem Nacional do Cruzeiro do Sul                          | Brasil                                                                              | 10 de Março de 1987     |
| Grã-Cruz                                | Real Ordem Norueguesa de Santo Olavo                       | Noruega                                                                             | 10 de Março de 1987     |
| Grã-Cruz                                | Ordem do Mérito da República Federal da Alemanha Ocidental | Alemanha Ocidental                                                                  | 10 de Março de 1987     |
| Grã-Cruz                                | Ordem de Mérito de Duarte Sánchez Melo                     | República Dominicana                                                                | 10 de Março de 1987     |
| Grande-Colar                            | Ordem do Congresso Nacional                                | Brasil                                                                              | 13 de Abril de 1987     |
| Grã-Cruz                                | Ordem do Ipiranga                                          | Brasil                                                                              | 13 de Abril de 1987     |
| Grã-Cruz                                | Ordem de Mérito do Serviço Diplomático                     | Coreia do Sul                                                                       | 23 de Abril de 1987     |
| Colar                                   | Ordem do Libertador                                        | Venezuela                                                                           | 10 de Novembro de 1987  |
| Grande-Colar                            | Ordem Nacional do Cruzeiro do Sul                          | Brasil                                                                              | 10 de Novembro de 1987  |
| Grã-Cruz                                | Ordem do Salvador                                          | Grécia                                                                              | 20 de Novembro de 1987  |
| Colar                                   | Ordem de Mérito da Bahía                                   | Brasil                                                                              | 30 de Março de 1988     |
| Excelentíssimo Senhor Colar             | Real e Distinguida Ordem Espanhola de Carlos III           | Espanha                                                                             | 30 de Março de 1988     |
| Grã-Cruz                                | Ordem Nacional do Mérito                                   | Brasil                                                                              | 30 de Março de 1988     |
| Faixa                                   | Ordem da Estrela                                           | Jugoslávia                                                                          | 30 de Abril de 1988     |
| Grã-Cruz                                | Ordem do Dannebrog                                         | Dinamarca                                                                           | 30 de Março de 1988     |
| Grã-Cruz                                | Ordem Nacional do Mérito                                   | França                                                                              | 26 de Maio de 1988      |
| Cavaleiro                               | Ordem do Leão de Ouro da Casa de Nassau                    | Luxemburgo                                                                          | 26 de Maio de 1988      |
| Grande-Colar                            | Ordem de Boyaca                                            | Colômbia                                                                            | 27 de Maio de 1988      |
| Colar                                   | Ordem Pro Merito Melitensi                                 | Ordem Soberana e Militar Hospitalária de São João de Jerusalém, de Rodes e de Malta | 9 de Maio de 1989       |
| Grande-Colar                            | Ordem Nacional do Mérito                                   | Equador                                                                             | 12 de Setembro de 1989  |
| Grã-Cruz                                | Ordem do Mérito                                            | Congo                                                                               | 12 de Setembro de 1989  |
| Grande-Colar                            | Ordem Nacional do Leopardo                                 | Zaire                                                                               | 4 de Dezembro de 1989   |
| Grande-Estrela                          | Ordem da Grande Estrela                                    | Jugoslávia                                                                          | 24 de Abril de 1990     |
| Grã-Cruz                                | Ordem Nacional da Legião de Honra                          | França                                                                              | 7 de Maio de 1990       |
| Grande-Colar                            | Ordem de Macários                                          | Chipre                                                                              | 29 de Maio de 1990      |
| Grã-Cruz                                | Ordem Nacional da Costa do Marfim                          | Costa do Marfim                                                                     | 1 de Junho de 1990      |
| Cavaleiro de Grã-Cruz                   | Ordem do Mérito da República Italiana                      | Itália                                                                              | 18 de Julho de 1990     |
| Cavaleiro de Colar                      | Ordem de Pio IX                                            | Vaticano / Santa Sé                                                                 | 8 de Janeiro de 1991    |
| Cavaleiro de Grã-Cruz com Grande-Cordão | Ordem do Mérito da República Italiana                      | Itália                                                                              | 8 de Janeiro de 1991    |
| Grã-Cruz de Classe Especial             | Ordem do Mérito da República Federal da Alemanha           | Alemanha                                                                            | 8 de Janeiro de 1991    |
| Grã-Cruz com Colar                      | Ordem da Rosa Branca                                       | Finlândia                                                                           | 8 de Março de 1991      |
| Grã-Cruz                                | Ordem do Leão Neerlandês                                   | Países Baixos                                                                       | 26 de Setembro de 1991  |
| Grã-Cruz                                | Ordem do Le Port du Ouissam Mohammadi                      | Marrocos                                                                            | 6 de Fevereiro de 1992  |
| Grande-Colar                            | Ordem da Grande Condecoração do Nilo                       | Egipto                                                                              | 4 de Abril de 1992      |
| Colar                                   | Ordem do Mérito                                            | Chile                                                                               | 22 de Julho de 1992     |
| Cavaleiro                               | Ordem do Elefante                                          | Dinamarca                                                                           | 3 de Agosto de 1992     |
| Grã-Cruz                                | Ordem do Mérito da República da Hungria                    | Hungria                                                                             | 25 de Janeiro de 1993   |
| Grã-Cruz                                | Ordem de 7 de Setembro                                     | Tunísia                                                                             | 16 de Fevereiro de 1993 |
| Grã-Cruz                                | Ordem do Mérito                                            | Polónia                                                                             | 21 de Maio de 1993      |
| Grande-Colar                            | Ordem do Falcão                                            | Islândia                                                                            | 29 de Julho de 1993     |
| Grã-Cruz com Placa                      | Ordem de Santa Maria Madalena                              | Polónia                                                                             | 19 de Agosto de 1993    |
| Insígnia                                | Ordem da Estrela da Palestina                              | Palestina                                                                           | 18 de Novembro de 1993  |
| Cavaleiro-Grã-Cruz com Colar Honorário  | Honorabilíssima Ordem do Banho                             | Grã-Bretanha e Irlanda do Norte                                                     | 19 de Maio de 1994      |
| Grã-Cruz                                | Ordem da Polónia Restituta                                 | Polónia                                                                             | 26 de Outubro de 1994   |
| Grã-Cruz com Banda                      | Ordem de Stara Planina                                     | Bulgária                                                                            | 26 de Outubro de 1994   |
| Grande-Colar                            | Ordem do Le Port du Ouissam Mohammadi                      | Marrocos                                                                            | 20 de Fevereiro de 1995 |
| Colar Mariscal Fernando Solano López    | Ordem Nacional do Mérito                                   | Paraguai                                                                            | 18 de Dezembro de 1995  |
| Grã-Cruz                                | Ordem da Coroa de Carvalho                                 | Luxemburgo                                                                          | 28 de Fevereiro de 1996 |
| Grã-Cruz                                | Ordem do Mérito                                            | Senegal                                                                             | 28 de Fevereiro de 1996 |
| Cavaleiro-Grã-Cruz Honorário            | Distintíssima Ordem de São Miguel e São Jorge              | Grã-Bretanha e Irlanda do Norte                                                     | 28 de Fevereiro de 1996 |
| 1.º Grau                                | Ordem de Amílcar Cabral                                    | Cabo Verde                                                                          | 5 de Janeiro de 2001    |
| Banda                                   | Ordem Mexicana da Águia Azteca                             | México                                                                              | 16 de Janeiro de 2003   |